# ایندیان هیلز (کلرادو)
ایندیان هیلز (به انگلیسی: Indian Hills) یک منطقهٔ مسکونی در ایالات متحده آمریکا است که در شهرستان جفرسون، کلرادو واقع شده‌است. ایندیان هیلز ۱۲٫۲ کیلومتر مربع مساحت و ۱٬۱۹۷ نفر جمعیت دارد و ۲٬۰۹۰ متر بالاتر از سطح دریا واقع شده‌است.